# Minitab
 (janvier 2012).
Si vous disposez d'ouvrages ou d'articles de référence ou si vous connaissez des sites web de qualité traitant du thème abordé ici, merci de compléter l'article en donnant les références utiles à sa vérifiabilité et en les liant à la section « Notes et références ».
Minitab est un logiciel propriétaire commercial de statistiques. Il est développé par Minitab, Inc. pour le système d'exploitation Windows uniquement.
Logiciel développé depuis 1972 et disponible en huit langues.